# Einsiedelei des Gurnemanz

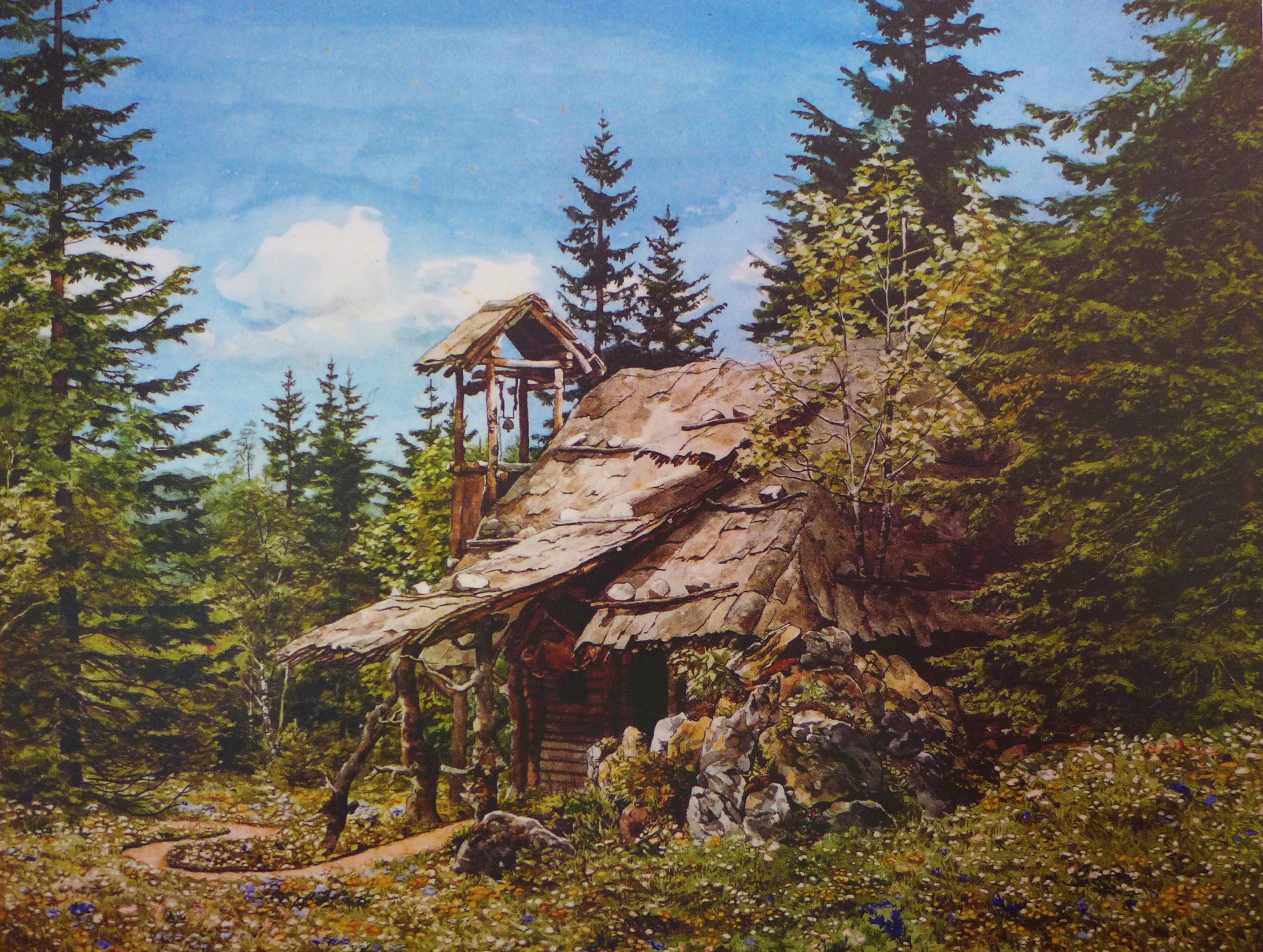
Einsiedelei des Gurnemanz nach dem Bühnenbild des Parsifal
(Aquarell von Heinrich Breling, 1882)

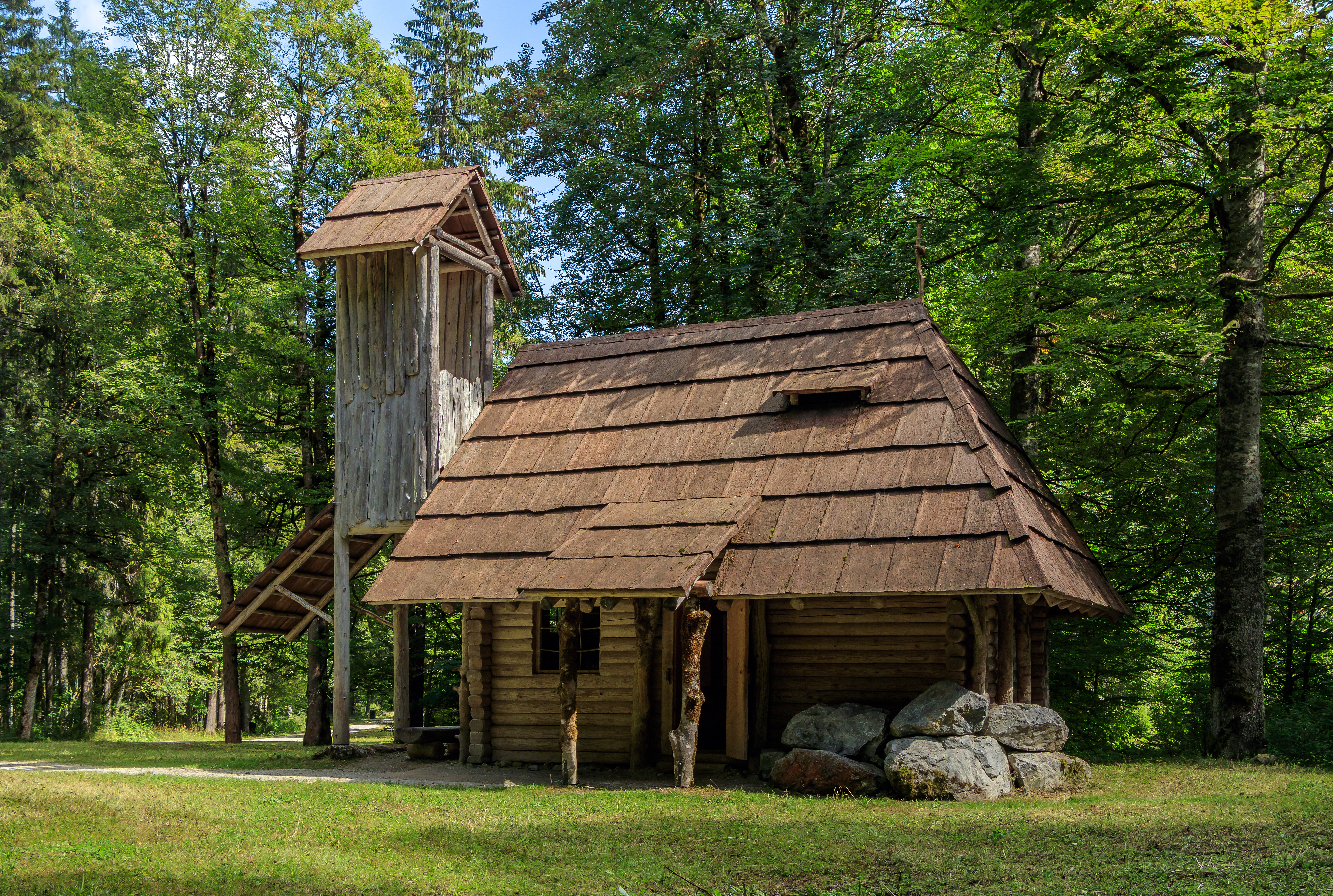
2000 fertiggestellte Rekonstruktion Einsiedelei des Gurnemanz

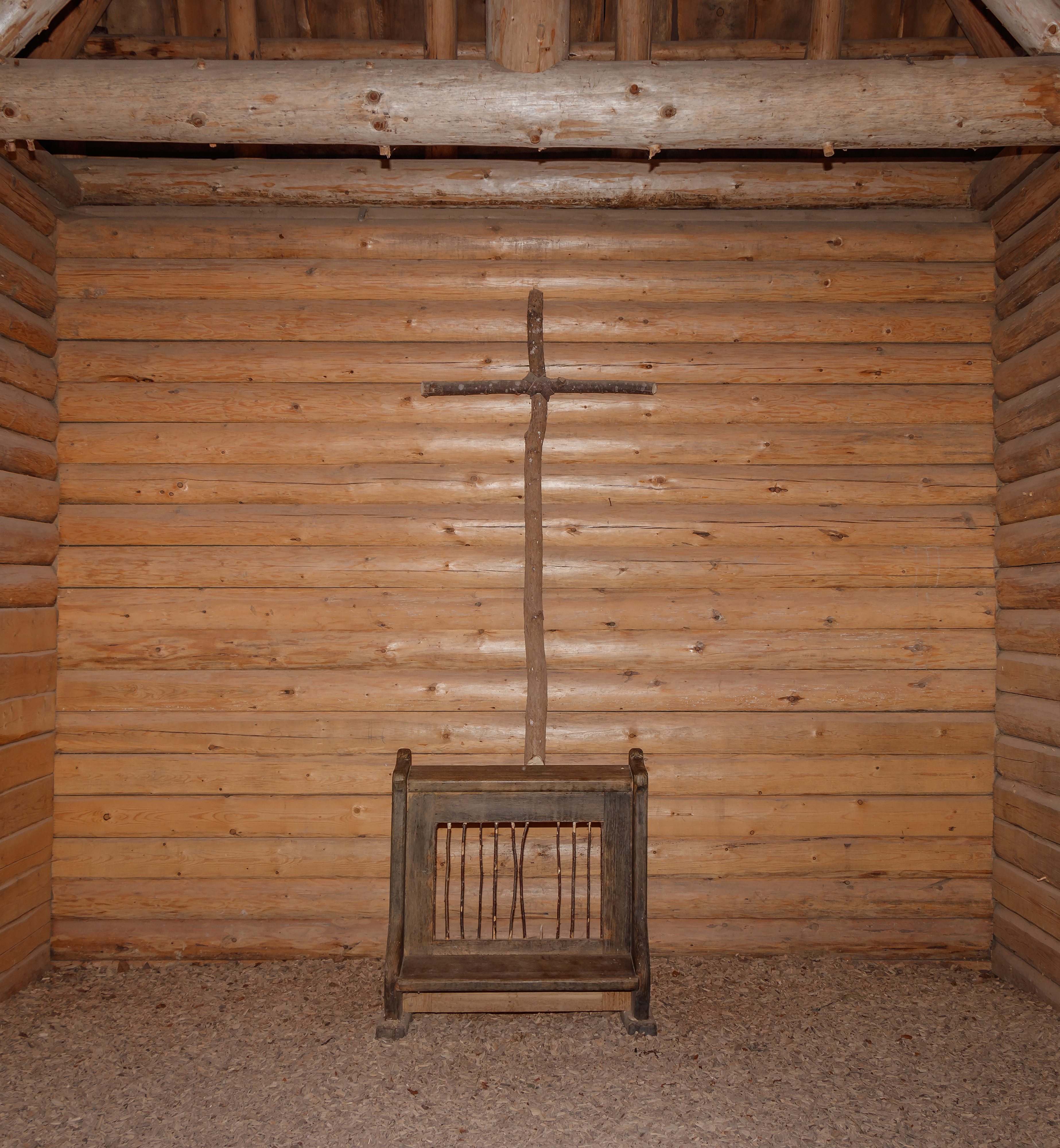
2000 fertiggestellte Rekonstruktion Einsiedelei des Gurnemanz (Innenraum)

Die Einsiedelei des Gurnemanz ist als ein mythischer Ort die Wohnstätte des Gurnemanz in Richard Wagners Oper Parsifal. Davon inspiriert ließ König Ludwig II. 1877 im Ammerwald ein Gebäude imaginiert als Einsiedlerhütte an einer Waldlichtung errichten, dessen Ausführung sich an einer Bühnenvorschrift für den dritten Akt der Oper orientierte. Eine Rekonstruktion des teilweise verfallenen Bauwerks wurde im Jahr 2000 in den Parkanlagen von Schloss Linderhof fertiggestellt.
Im August des Jahres 1877 teilte Ludwig II. seinem Freund Richard Wagner mit, dass er sich „eine Einsiedlerhütte, an einen Felsen gelehnt“ errichten ließ. Sie gleiche derjenigen „von Gurnemanz, nahe einer Wiese, die im nächsten Jahr zur blumigen Au sich verschönen wird“, hieß es in dem Brief.

„Eine Quelle fließt dicht dabei, alles mahnt mich dort an jenen feierlich ernsten Karfreitagsmorgen Ihres wonnevollen Parsifal, der mit überwältigender Macht mir bis in die tiefste Seele drang, der heiligst reinste Rührung mir ins Auge treten ließ, mir, der wahrlich das Weinen nicht gewohnt ist. Dort auf geweihter Stätte höre ich ahnungsvoll schon die Silberposaunen aus der Gralsburg ...“

Es gestaltete sich im Folgenden allerdings nicht einfach, die Wiese vor der Einsiedelei, dem königlichen Wunsch entsprechend, als „blumige Au“ erblühen zu lassen, denn die Einsiedelei des Gurnemanz lag im Ammergebirge auf einer Höhe von etwa 1100 Metern über dem Meeresspiegel, nahe der damaligen Hundinghütte. So wurde der Natur ein wenig nachgeholfen und vor jedem Besuch des Königs „mit Blumen reichlich versehene Rasenstücke“ an klimatisch begünstigter Stelle ausgegraben und vor der Einsiedelei des Gurnemanz wieder eingesetzt.
Die Einsiedelei mit ihrem Glockentürmchen verfiel in den 1960er Jahren. In den Jahren 1999/2000 ermöglichten private Spenden die Einsiedelei des Gurnemanz in Form einer Rekonstruktion. Auch der Nachbau wurde nur etwa 150 Meter westlich der neuen Hundinghütte platziert, nun auf etwa 935 Meter Höhe nahe der Linder.